# 張希稷
張希稷（1523年—？），字于田，山東青州府高苑縣人，軍籍，明朝政治人物。

## 生平
嘉靖二十八年（1549年）己酉科山東鄉試第四十二名舉人。嘉靖三十八年（1559年）中式己未科會試第二百九十名，三甲第一百八十三名進士。四十年任钱塘县知县。四十四年調鄢陵县。隆慶時任山西僉事，歷右參議。

## 家族
曾祖張士舉；祖父張盤；父張珝。前母陳氏；母崔氏。永感下。兄希尹；弟希龍；张希召，嘉靖壬戌进士。